# Жузе Сарней
Жузе Рибамар Сарней джи Араужу Коста (на португалски: José Sarney de Araújo Costa [ʒuˈzɛ saʁˈnej dʒi aɾaˈuʒu ˈkɔstɐ]) е бразилски писател, политик и президент на Бразилия от 15 март 1985 до 15 март 1990 г. Между 1995 и 1997, 2003 и 2005, и 2009 и 2013 г. е председател на Федералния сенат на Бразилия.

## Биография
Жузе Сарней е роден на 24 април 1930 г. в Пинейру, щата Мараняу, Бразилия. Син е на Сарней джи Араужу Коста и на Киола Ферейра.
Жузе Сарней започва политическата си кариера като депутат в долната камара на Конгреса в края на 50-те години на 20 век от дясноцентристката партия Национален демократичен съюз. Той силно подкрепя военния преврат от 1964, свалил президента Жуау Гуларт. След преврата Жузе Сарней става част от партията ARENA – политическата партия на военната хунта, и през 1966 г. е избран за губернатор на Мараняу, на който пост служи до 1971 г. Същата година е избран за сенатор и става председател на ARENA.
През 1979 г. ARENA променя името си на PDS, Сарней остава неин председател. През 1984 г. натискът върху хунтата за възстановяване на демократичното управление достига своя връх поради протестите за връщане на преките президентски избори. Това предизвиква разделение в партията, която издига Паулу Малуф за свой кандидат на следващите непреки избори. Несъгласен с това, Жузе Сарней напуска PDS и формира Либералния фронт, който се коалира с PMDB (Партия на бразилското демократично движение).
Като част от политическата сделка Жузе Сарней е избран за вицепрезидент на Танкреду Невис, който е избран за президент на 15 март 1985 г. Танкреду Невис обаче се разболява в навечерието на своята клетва и Жузе Сарней служи като негов временен заместник до смъртта на Невис на 21 април 1985, когато Жузе Сарней официално встъпва в длъжност на негово място.
Законността на инаугурацията на Сарней често е повод за спорове в бразилското общество – тъй като Невис никога не полага клетва като президент, много бразилски политици смятат, че Сарней никога не е встъпвал в длъжност вицепрезидент и противоконституционно е действал като заместник на Невис, и противоконституционно е заел президентската длъжност.
През 1985 г. президентът Сарней заедно с аржентинския си колега Раул Алфонсин поставят началото на процеса на създаване на общ пазар между двете страни. Като първа стъпка на процеса те се съгласяват да финансират регионалната търговия чрез специално създадена за целта валутна единица – Гаучо. Това споразумение дава резултат през 1991 г. със създаването на МЕРКОСУР.
Администрацията на Сарней се сблъсква с няколко основни проблема – огромен държавен дълг, висока инфлация, корупция и преход към демокрация. Жузе Сарней изготвя план за стабилизиране на икономиката, известен като План Крузаду, който първоначално дава резултати, но не успява да понижи инфлацията. През 1989 г. Конгресът на страната приема нова, демократична, конституция и през следващата година в Бразилия са проведени първите демократични избори за президент от 1960 г.
Жузе Сарней напуска поста си след изтичането на президентския му мандат. Той обаче остава в политиката и подкрепя президентските кандидатури на Фернанду Енрики Кардозу и Лула да Силва. След президентския си мандат той е избран за сенатор от Амапа и заема три пъти поста председател на Сената (от 1995 до 1997, от 2003 до 2005 и от 2009 до 2013 г.).

## Семейство
Жузе Сарней е женен за Марли Сарней. Двамата имат три деца:
- Жузе Сарней Филю – конгресист от Камарата на депутатите;
- Розеана Сарней – губернатор на Мараняу;
- Фернанду Сарней – бразилски бизнесмен